# François Porché
François Porché (* 21. November 1877 in Cognac; † 19. April 1944 in Vichy) war ein französischer Dichter,  Schriftsteller und Literaturhistoriker.

## Leben und Werk
Porché besuchte Schulen in Cognac und Angoulême (dort als Mitschüler von Jérôme Tharaud). Er studierte Jura in Paris und publizierte Gedichte in den Cahiers de la Quinzaine, Seite an Seite mit Charles Péguy und Alain-Fournier (dessen Partnerin er 1915 heiratete). Von 1907 bis 1911 war er Hauslehrer in Moskau.
Nach dem Weltkrieg, den er an der Front mitmachte, lebte er als Journalist und Homme de lettres. Er schrieb (oft zeitbezogene) Theaterstücke (z. B. über Lenin) und Bücher über Autoren des 19. Jahrhunderts, namentlich Baudelaire, Verlaine und Tolstoi.
Porché erhielt 1923 den Grand prix de littérature de l’Académie française.

## Werke
Literaturgeschichte
- Péguy et les «Cahiers», in: Mercure de France 1. März 1914
- Paul Valéry et la poésie pure, Paris 1926, 1946
- La Vie douloureuse de Charles Baudelaire, Paris 1926 (304 Seiten)
- L’Amour qui n’ose pas dire son nom, Paris 1927 (über Oscar Wilde und André Gide)
- Poètes français depuis Verlaine, Paris 1929
- Verlaine tel qu’il fut, Paris 1933, 1939, 1949 (444 Seiten)
- Verlaine, Paris 1933 (127 Seiten)
- Portrait psychologique de Tolstoï (de la naissance à la mort) 1828-1910, Paris 1935, 1949
- Baudelaire et la présidente, Paris 1941, 1959
- Baudelaire. Histoire d’une âme, Paris 1945, 1967